# Сермешел
Сермешел (рум. Sărmășel) — село у повіті Муреш в Румунії. Адміністративно підпорядковане місту Сермашу.
Село розташоване на відстані 298 км на північний захід від Бухареста, 37 км на північний захід від Тиргу-Муреша, 44 км на схід від Клуж-Напоки.

## Населення
За даними перепису населення 2002 року у селі проживали 817 осіб.
Національний склад населення села:
| Національність | Кількість осіб | Відсоток |
| -------------- | -------------- | -------- |
| румуни         | 786            | 96,2%    |
| угорці         | 26             | 3,2%     |

Рідною мовою назвали:
| Мова      | Кількість осіб | Відсоток |
| --------- | -------------- | -------- |
| румунська | 791            | 96,8%    |
| угорська  | 26             | 3,2%     |